# Diana Lee Inosanto
Diana Lee Inosanto, född 29 maj 1966 i Los Angeles, är en amerikansk skådespelare.
Inosanto har bland annat medverkat i filmen The Last Tour. Hon har även medverkat i TV-serierna Ahsoka och The AM Archives.

## Filmografi (i urval)
- 2016 – The Last Tour
- 2019 – The AM Archives (TV-serie)
- 2023 – Ahsoka (TV-serie)